# Chód na 50 000 metrów
Chód na 50 000 metrów – konkurencja lekkoatletyczna, jeden z dystansów w chodzie sportowym.
W odróżnieniu od rozgrywanego na szosie chodu na 50 kilometrów, zawody w chodzie na 50 000 metrów rozgrywane są na bieżni.
Poza incydentalnymi przypadkami, w chodach na tak długich dystansach nie biorą udziału kobiety.
Konkurencja ta (w przeciwieństwie do chodu na 50 kilometrów) nie jest rozgrywana na najważniejszych międzynarodowych zawodach lekkoatletycznych.
Dystans ten trzykrotnie rozgrywano na mistrzostwach krajów nordyckich (1989, 1992, 1996).
Konkurencja ta pojawiała się także wielokrotnie w programie mistrzostw krajowych, m.in. podczas: mistrzostw Chin (1999), Francji (1981), Kanady (1965), Norwegii (1992) czy Danii (1992).

## Rekordziści

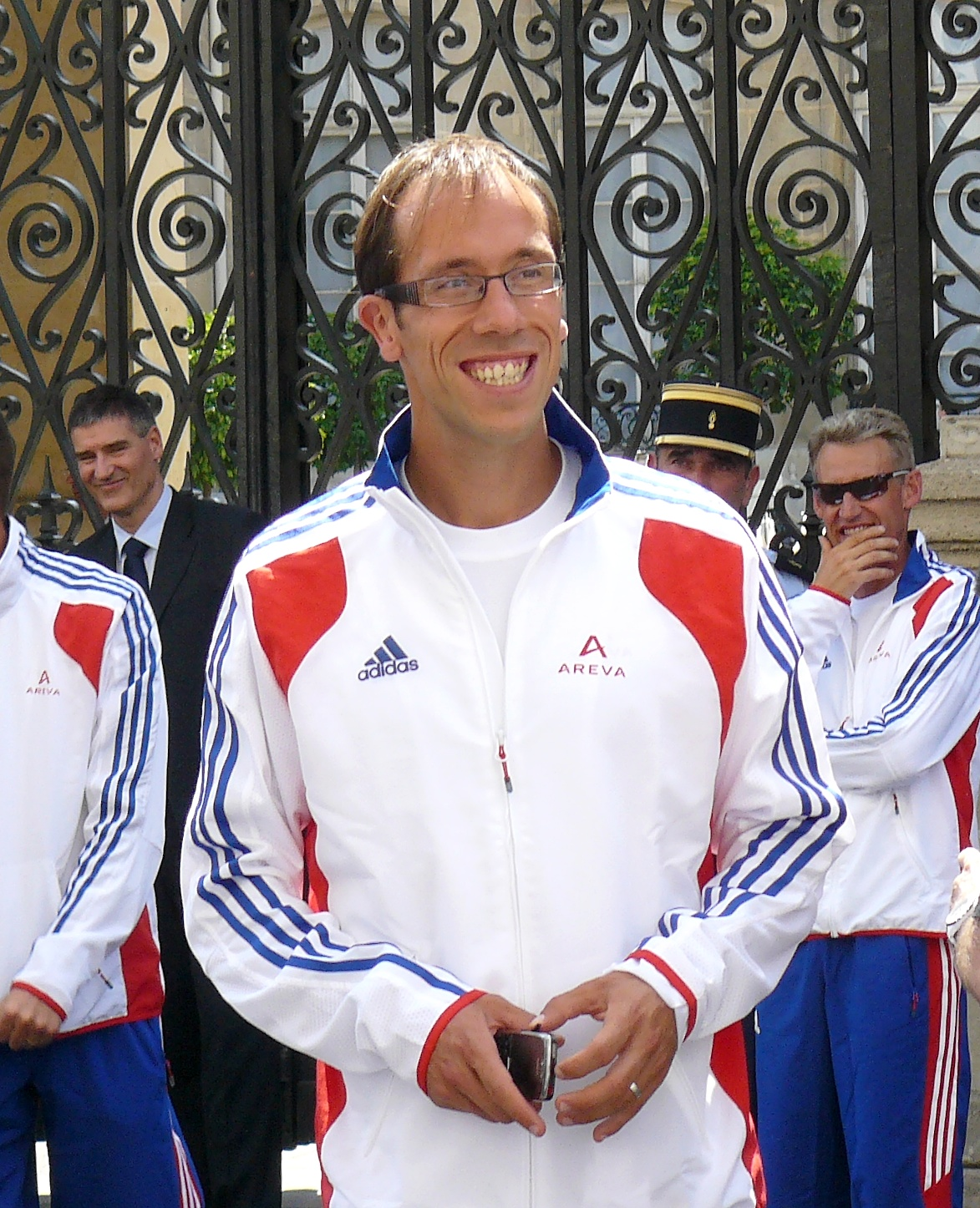
Rekordzista świata – Yohann Diniz

## Tabele historyczne
Najlepsi zawodnicy w historii (stan na 19 listopada 2012):
| lp. | Wynik      | Zawodnik          | Państwo   | Data                | Miejsce       |
| --- | ---------- | ----------------- | --------- | ------------------- | ------------- |
| 1.  | 3:35:27,20 | Yohann Diniz      | Francja   | 12 marca 2011       | Reims         |
| 2.  | 3:40:57,9  | Thierry Toutain   | Francja   | 29 września 1996    | Héricourt     |
| 3.  | 3:41:28,2  | René Piller       | Francja   | 7 maja 1994         | Bergen (Fana) |
| 4.  | 3:41:38,4  | Raúl González     | Meksyk    | 25 maja 1979        | Bergen (Fana) |
| 5.  | 3:43:50,0  | Simon Baker       | Australia | 9 września 1990     | Melbourne     |
| 6.  | 3:46:11,0  | Mykoła Udowenko   | ZSRR      | 3 października 1980 | Użhorod       |
| 7.  | 3:48:05,9  | Carlos Mercenário | Meksyk    | 15 maja 1992        | Bergen (Fana) |
| 8.  | 3:48:13,7  | Zhao Yongsheng    | Chiny     | 15 maja 1992        | Bergen (Fana) |
| 9.  | 3:48:59,0  | Władimir Riezajew | ZSRR      | 2 maja 1980         | Bergen (Fana) |
| 10. | 3:49:19,1  | Sylvain Caudron   | Francja   | 29 września 1996    | Héricourt     |